# Фрумболи, Мариано
Мариано «Чичо» Фрумболи  (родился 21 сентября 1970, Буэнос-Айрес, Аргентина) — танцор и преподаватель аргентинского танго. Известен благодаря своим зрелищным выступлениям и исследованиям «Танго нуэво». Сыграл большую роль в популяризации танго во всем мире.
Фото: Мариано Фрумболи
Карьера

Отец Мариано давал уроки игры на гитаре.
С 1984 года Чичо обучался игре на ударных в музыкальной школе «David Lebon Music School» в Буэнос-Айресе.
Начал танцевать танго в 1995 г. с Викторией Виерой и Тете. Виктория привела Чичо на групповые уроки Густаво Навейры и Фабиана Саласа.
Вместе они работали над развитием танго, изучением и систематизацией базовых структур движения и поиском новых возможностей.
Мариано сменил несколько партнерш, сейчас выступает с Хуаной Сепульведой.
Особенно прославился благодаря своей музыкальности и импровизации во время танца.
Фильмография

«Уроки танго» (1997)

«Tango libre» (2012)
Интервью
Живое интервью. 2011. 

Интервью с Мариано «Чичо» Фрумболи для танго-журнала El Tangauta

Импровизация и музыка!